# Astelijevke
Astelijevke (lat. Asteliaceae), biljna porodica u redu Asparagales, koja je dobila ime po rodu astelija (Astelia), visećim trajnicama koje rastu po južnoj polutki, po otocima južnog Pacifika, Indijskog oceana i južnog Atlantika, te u Australiji i krajnjem jugu Južne Amerike.
Porodici pripada 37 priznatih vrsta unutar 3 roda:
1. Astelia Banks & Sol. ex R.Br., 31
2. Milligania Hook.f., 5
3. Neoastelia J.B.Williams, 1